# Say Goodbye (S Club 7)
Say Goodbye was de titel van de allerlaatste single van de groep S Club 7, die in de lente van 2003 uit elkaar ging. Het was geschreven door Cathy Dennis en Simon Ellis, en vormde samen met het lied "Love Ain't Gonna Wait For You" en dubbele A-kant. Het werd op 26 mei 2003 uitgebracht. De single kwam op #2 binnen in de Engelse hitlijsten, en verkocht daar in de 13 weken notering meer dan 167.800 exemplaren. De video heeft een droevig thema, en toont de band hun spullen pakken en uit hun appartement verhuizen.